# Grünhorn
Grünhorn eller Gross-Grünhorn er et 4.043 meter højt bjerg i Berner Alperne. Det er beliggende på højderyggen mellem de to største gletsjere i Alperne – Aletsch-gletsjeren mod vest og Fiescher-gletsjeren mod øst. Mod syd ligger Gross Wannenhorn, og mod nord, Gross Fiescherhorn. Udgangspunktet for den normale rute via Grünegghorn og den syd-vestvendte højderyg udgår fra Konkordiahytten i 2.850 meters højde, som kan nås fra Fiesch i 1.049 meters højde.
Første bestigning blev foretaget den 7. August 1865 af mineralogen Edmund von Fellenberg fra Bern med guiderne Peter Michel, Peter Egger og Peter Inäbnit. De besteg bjerget fra vestsiden, begyndende i Ewigschneefeld, en biflodsgletscher til Aletsch-gletsjeren. De nåede toppen med held på trods af meget dårlige vejrforhold. De samme bjergbestigere havde gjort et forsøg på at bestige tinden i det foregående år, men de kunne kun nå en lavere højde på Grünegghorn. Den anden bestigning blev foretaget af W. A. B. Coolidge, med guiderne Christian og Rudolf Almer (Christian Almers sønner). En rute på den nord-østvendte højderyg blev åbnet den 26. august 1913 af D. von Bethmann-Hollweg og O. Supersaxo. I sommeren 1950 klatrede G. Van der Leck den vestvendte side. Den vestlige søjle blev endeligt besteget af C. Blum og U. Frei den 27. august 1967.